# Drymeia quadrisetosa
Drymeia quadrisetosa är en tvåvingeart som först beskrevs av Malloch 1919.  Drymeia quadrisetosa ingår i släktet Drymeia och familjen husflugor. Inga underarter finns listade i Catalogue of Life.